# Bunny hopping
Cet article possède un paronyme, voir Bunny hop.
Le bunny hopping (« saut de lapin » en français) est une technique de déplacement spécial d'un personnage utilisé dans un jeu de tir à la première personne (FPS) (en ligne principalement).

## Origine
Ce terme vient de la correspondance avec le déplacement engendré par l'utilisation de cette technique et le mode de déplacement habituel des lapins.
Dans le jeu, cette technique vient à l'origine d'un « bug » présent dans le moteur physique du jeu vidéo Quake. En effet, ce « bug » est issu de l'addition des vitesses de déplacements latérale (gauche ou droite) et avant ou arrière (« bug » du strafe-jump) et de la faculté à orienter le déplacement du personnage dans les airs.

## Technique
Le principe du bunny hoping est de se déplacer seulement en sautillant. Si le déplacement est effectué par sauts, la vitesse croît ou est maintenue à son maximum.
Pour atteindre la vitesse maximum, les sauts doivent s'enchainer et être coordonnés. Il est nécessaire de sauter au moment même où le personnage retombe au sol,.

## Intérêt
L'intérêt de la technique est :
- un gain de vitesse par rapport à un simple déplacement effectué à l'aide des touches directionnelles du clavier. Dès l'arrêt des sauts, la vitesse décroît ;
- le déplacement par saut est beaucoup plus difficile à toucher (cible mouvante) par rapport à un déplacement linéaire, d'autant plus s'il est rapide ;
- une technique indispensable pour faire face à un joueur l'utilisant, ou un jeu l'utilisant.

Cependant, plus on fait de mouvements, plus il est difficile de cibler l'ennemi, d'autant plus si les mouvements sont rapides.

## Liste de jeux utilisant cette technique
Une grande majorité des jeux de tirs subjectifs, tels que :
- Battlefield 3
- Call of Duty
- Call of Duty (Deluxe Edition)
- Call of Duty 4: Modern Warfare
- Challenge ProMode Arena
- Counter-Strike
- Counter-Strike: Condition Zero
- Counter-Strike: Source
- Counter-Strike: Global Offensive
- CrossFire
- Dark Project : La Guilde des voleurs
- Dark Project 2 : L'Âge de métal
- Deathmatch Classic
- Duke Nukem 3D
- Fortnite
- Garry's Mod
- Grand Theft Auto: San Andreas
- Half-Life
- Half-Life 2
- Halo: Custom Edition
- Minecraft
- Natural Selection
- Nexuiz
- Painkiller
- Painkiller: Overdose
- Portal
- Quake
- Quake Arcade Tournament
- Quake II
- Quake III: Arena
- Shogo: Mobile Armor Division
- Team Fortress Classic
- Team Fortress 2 : Plus depuis la mise à jour du 31 octobre 2007
- The Adventures of Cookie & Cream
- Thief Gold
- TimeSplitters 2
- Ultimate Quake
- Unreal Tournament
- Unreal Tournament 2003
- Unreal Tournament 2004
- Unreal Tournament 3
- Urban Terror
- Valorant
- Warsow